# انقلاب مدیریت
انقلاب مدیریت به انتقال نظارت از سرمایه‌داران به مدیران در دستگاه‌های خصوصی و دولتی اشاره دارد. 
امروزه بسیاری از جامعه‌شناسان برآنند که در نظام‌های پیشرفتهٔ صنعتی، چه در کشورهای سرمایه‌داری چه در کشورهای سوسیالیستی، قدرت حقیقی در دست مدیران دستگاه‌های اقتصادی، اداری و نظامی است و دستگاه بوروکراسی به ویژه قشر بالای آن، در مقام اداره کننده و گردانندهٔ تمام چرخ دستگاه بزرگ کشور، در واقع طبقه حاکم تازه‌ای است که سهم عده‌ای از تولید و درآمدها را از آن خود می‌کند. 
جیمز بورنهام، دانشمند علوم سیاسی آمریکایی، با کتاب انقلاب مدیریت (۱۹۴۱) این نظریه را در مورد آمریکا پیش کشید؛ و پس از او میلوان جیلاس، نویسندهٔ یوگسلاو، در کتاب طبقهٔ جدید اعلام کرد که در کشورهای اروپای شرقی، طبقهٔ حاکم جدیدی به وجود آمده است.